# Operacja Hammer (Afganistan)
Operacja Hammer – operacja prowadzona przez NATO w Afganistanie w południowej prowincji Helmand w dniach 24 lipca – 1 listopada 2007.
Operacja Hammer, znana również jako "Chakush", rozpoczęła się we wczesnych godzinach rannych 24 lipca w prowincji Helmand. W operacji brało udział 2000 żołnierzy sił brytyjsko-afgańskich i wspomagających ich około 500 żołnierzy estońskich, amerykańskich, duńskich, wraz z lotnictwem amerykańskim.
W pierwszym etapie operacji ISAF afgańskie siły narodowe (ANA) zabezpieczyły strategiczny most nad kanałem Nahr-e-Seraj. Trwały prace również nad wyszukiwaniem i neutralizacją umocnień i fortyfikacji Talibów w prowincji. 
Na początku jesieni rozpoczęto akcję zbrojną mającą na celu wyparcie talibów z terytorium na południe od rzeki Helmand. Po starciu nad rzeką, przy wykorzystaniu samolotów USA, w walce zginęło około 100 talibów, a siły międzynarodowe odzyskały terytoria na południe od rzeki Helmand.